# バルパライソ県
バルパライソ県（スペイン語：Provincia de Valparaíso）は、チリの中央部にあるバルパライソ州 (V) の8つの県のうちの1つである。県都は湾岸都市であるバルパライソ（人口275,982人）。

## 行政
県であるバルパライソは、第二級行政区画であり、大統領によって任命される知事が政治を行っている。

### コムーナ
県は、各自治体の市長と議会により政治が行われる、7つのコムーナ（スペイン語：comunas）から構成される。
- バルパライソ
- ビニャ・デル・マール
- コンコン
- キンテロ
- プチュンカビ
- カサブランカ
- ファン・フェルナンデス

## 地理と人口動態
県は、沿岸地域の2,146.6㎡（829平方マイル、州内4位）を占めている。以下は、2002年の国勢調査による。
- 人口：651,821人
  - 男性：315,785人
  - 女性：336,036人
  - 都市的地域：639,255人
  - 地方：12,566人